# Eti-Rosa Spirer
Eti-Rosa Spirer (variantes : Etti-Rosa, Roza ou Rozalia Ludvigovna) était une architecte roumaine, née le 16 avril 1900 et morte le 30 mars 1990. Elle est surtout connue pour avoir façonné la ville de Bălți en réalisant de nombreux bâtiments publics et avoir été une pionnière, la première femme architecte en Bessarabie, plus tard aussi pour avoir œuvré de manière importante à la restauration de Chișinău après la Seconde Guerre mondiale.

## Biographie
Eti-Rosa Spirer est née le 16 avril 1900 à Galați, à l'époque dans le Royaume de Roumanie, dans une famille juive. Son père Leizer ou Ludvig était administrateur d'un domaine et sa mère Betti, femme au foyer, lui apprit la couture. Elle avait trois sœurs, qui ont toutes étudié la médecine, et un frère. Elle a étudié à l'école supérieure d'architecture de Bucarest, qui est devenue depuis l'Université d'architecture et d'urbanisme Ion Mincu, et a obtenu son diplôme en 1925. Son insertion professionnelle fut difficile et elle vécut sept années durant de travaux occasionnels. En 1932, elle eut une opportunité à Bălți obtint le poste d'adjointe à l'architecte en chef municipal et devint ainsi la première architecte de Bessarabie, où elle s'installa.
Pendant la Seconde Guerre mondiale, en tant que fonctionnaire, elle fut évacuée à Saratov, puis à Ferghana en Ouzbékistan, où elle s'occupa de vaches dans une ferme. En 1944, ses anciens collègues de l'ordre des architectes l'invitèrent à Chişinău, désormais en République socialiste soviétique de Moldavie, où elle fut engagée par l'agence Dorstroi et s'occupa de la conception des bâtiments des chemins de fer, en particulier des gares. Cette même année elle participa à la première exposition d'architectes d'Union Soviétique. Plus tard, elle intégra l'institut Moldghiprostroi. Elle était également appréciée d'Alexeï Chtchoussev. Dans les années 1950, aidée par la Croix-Rouge, elle a pu reprendre contact avec ses sœurs. Eti-Rosa Spirer prit sa retraite en 1972 et est décédée à Chișinău le 30 mars 1990. Elle fut enterrée au Cimetière Saint-Lazare, en face de l'église.

## Œuvres
Du fait de son poste, et étant la seule architecte diplômée, elle s'occupa d'une large partie des chantiers municipaux, des bâtiments publics de la ville de Bălți, qui se trouvait alors dans le royaume de Roumanie, mais se situe actuellement en Moldavie.
Elle a ainsi créé en 1936 le lycée théorique de jeunes filles Domnița Ileana, une des premières réalisations de Moldavie dans l'esprit de l'architecture constructiviste. En 1937, elle réalisa le lycée industriel de jeunes filles, qui est plus contrasté entre une façade classique et une vision moderne. En 1938, c'est au tour du lycée théorique de jeunes hommes Ion Creangă, aux briques en partie apparentes. Ces bâtiments font aujourd'hui partie du complexe de l'Université d'État Alecu Russo de Bălți, devenus des bâtiments administratifs. Spirer a également conçu le lycée juif et d'autres bâtiments.

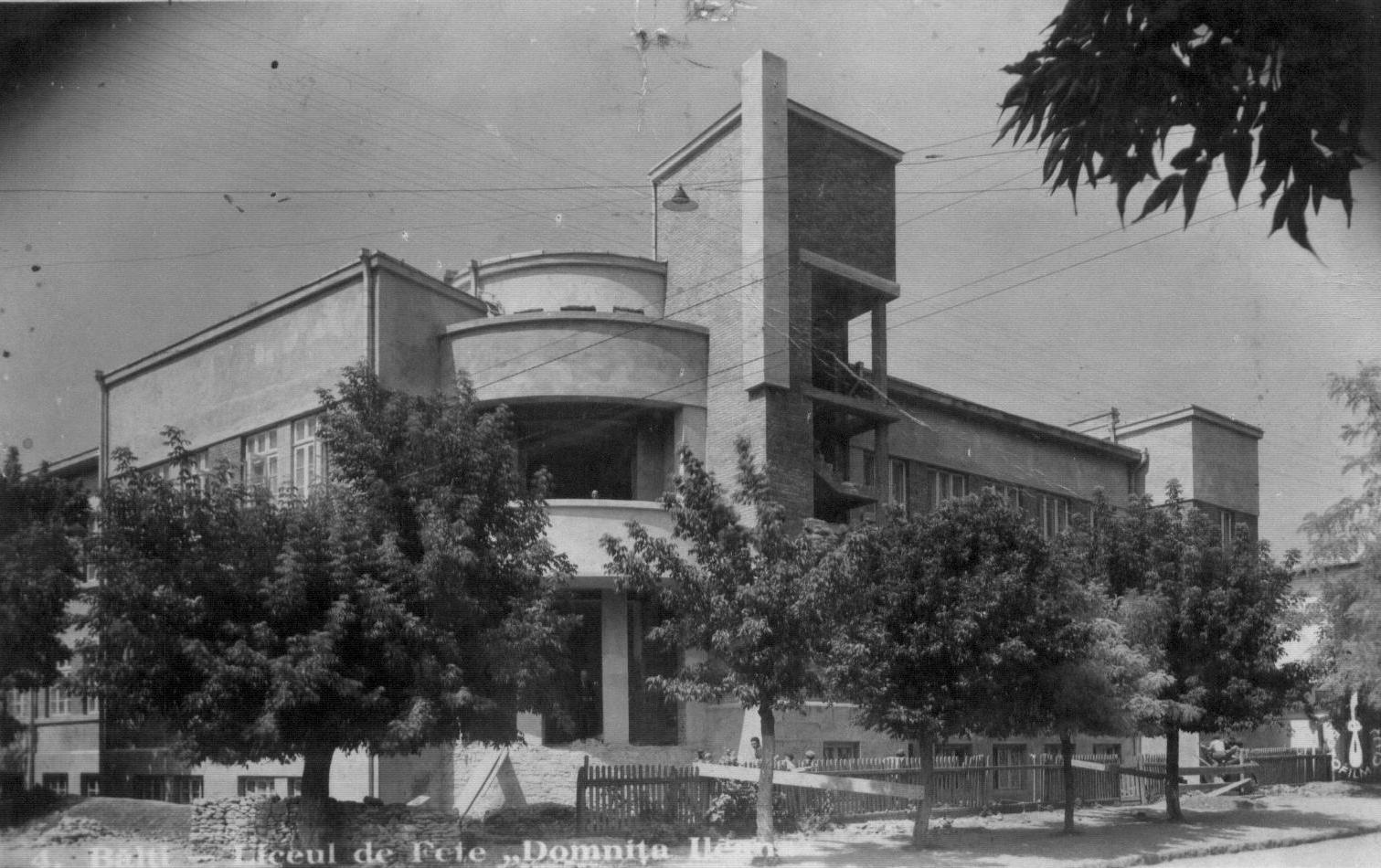
Le lycée de jeunes filles Ileana à Bălți

Un autre aspect de son travail à Bălți a consisté à transformer des maisons existantes en bâtiments publics : en 1936-1938, la maison Hadji Marcarov devint la mairie (aujourd'hui un magasin de vêtements au 37, rue de l'Indépendance), en 1934 la maison Catarji Bodescu, auquel elle a ajouté un étage et un balcon avec des colonnes classiques, devint la préfecture (elle abrite aujourd'hui le service d'état civil). Eti-Rosa Spirer a aussi construit, entre autres, un immeuble de rapport au 26 de la rue Hotinului, considéré comme emblématique de l'architecture moderniste.
À Chișinău, elle eut un rôle majeur dans la reconstruction de la ville après la Seconde Guerre mondiale. Accompagnée par Alexeï Chtchoussev, elle entreprit le vaste chantier de l'hôtel Suisse, qui accueillait toutes les célébrités, lui ajoutant un étage pour sa transformation en ce qui est actuellement la bibliothèque municipale Bogdan Petriceicu Hasdeu. Parmi ses autres reconstructions : le Théâtre National Eminescu ; le cinéma Odeon ; le bâtiment de l'administration des Finances, qui abrite aujourd'hui une université ; dans les années 1950 le Palais Sfatul Țării. Son dernier projet fut celui d'un vaste ensemble de logements sur le boulevard Negruzzi, qui fut le premier en Union Soviétique à être réalisé selon la technique du coffrage glissant.

## Postérité
Relativement récemment, Eti-Rosa Spirer a connu un regain de reconnaissance posthume. On peut relever en mars 2019 une exposition à la Bibliothèque nationale de Moldavie consacrée aux femmes bessarabes, dont une partie lui fut consacrée en tant que première femme architecte. La municipalité a également donné son nom à un passage de la ville de Bălți en 2022.